# 法國航太雲雀III型直升機
法国宇航云雀III型（Aérospatiale Alouette III）是由法国宇航公司生产的轻型、单发及七座多用途直升机。
云雀III型于1959年2月28日首飞，1985年停产，是云雀II型的后续机型。